# سارا ليتل تورنبول
سارا ليتل تورنبول (بالإنجليزية: Sara Little Turnbull)‏ هي مصممة أمريكية، ولدت في 21 سبتمبر 1917، وتوفيت في 4 سبتمبر 2015.